# 恋の骨折り甲斐

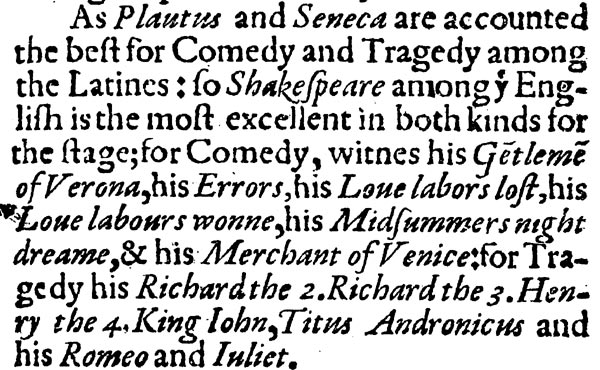
『恋の骨折り甲斐』について書かれた『知恵の宝庫』（1598年）の抜粋

『恋の骨折り甲斐』（こいのほねおりがい、Love's Labour's Won または Love's labour's wonne）は、1598年以前にウィリアム・シェイクスピアが書いた戯曲の題名。しかし、この戯曲が失われた作品なのか、他の作品につけられた別題名なのかはわからない。

## 証拠
フランシス・ミアズ（Francis Meres）の『知恵の宝庫（Palladis Tamia）』（1598年）には、シェイクスピアの戯曲がリストアップされている。その中の喜劇の欄には、次のように書かれている。
『恋の骨折り甲斐』が喜劇で、ここに挙げられている他の作品でないことはわかる。
長年にわたって、『恋の骨折り甲斐』は『じゃじゃ馬ならし』の別題名だと思われていた。しかし、1953年、Pottesmanが書籍商クリストファー・ハントの1603年夏の書籍リストを発見した。そこには「四折版」として印刷されたものがリストアップされていた。

## 大衆文化の中の『恋の骨折り甲斐』
- エドマンド・クリスピン（Edmund Crispin）の推理小説『愛は血を流して横たわる（Love Lies Bleeding）』（1948年）、ハリイ・タートルダヴの歴史改変SF『Ruled Britannia』（2002年）などで『恋の骨折り甲斐』がフィーチャーされている。
- SFテレビドラマ『ドクター・フー』の第3シリーズ第2話「言葉の魔術師』（2007年）でも『恋の骨折り甲斐』がフィーチャーされている。